# Mole & Wolfrhine

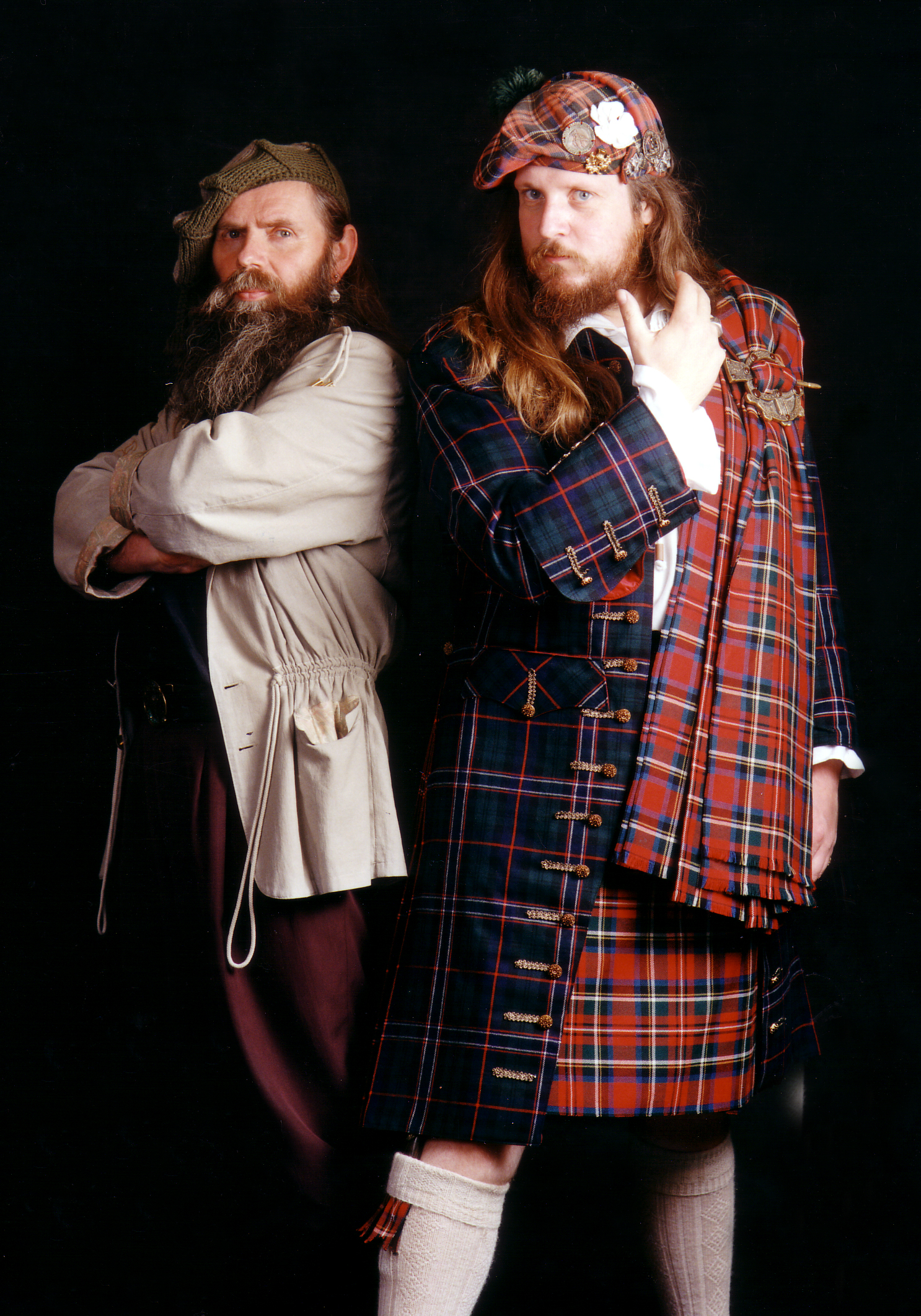
Mole & Wolfrhine sind die beiden Künstler Hans Maria Mole und Basil Wolfrhine

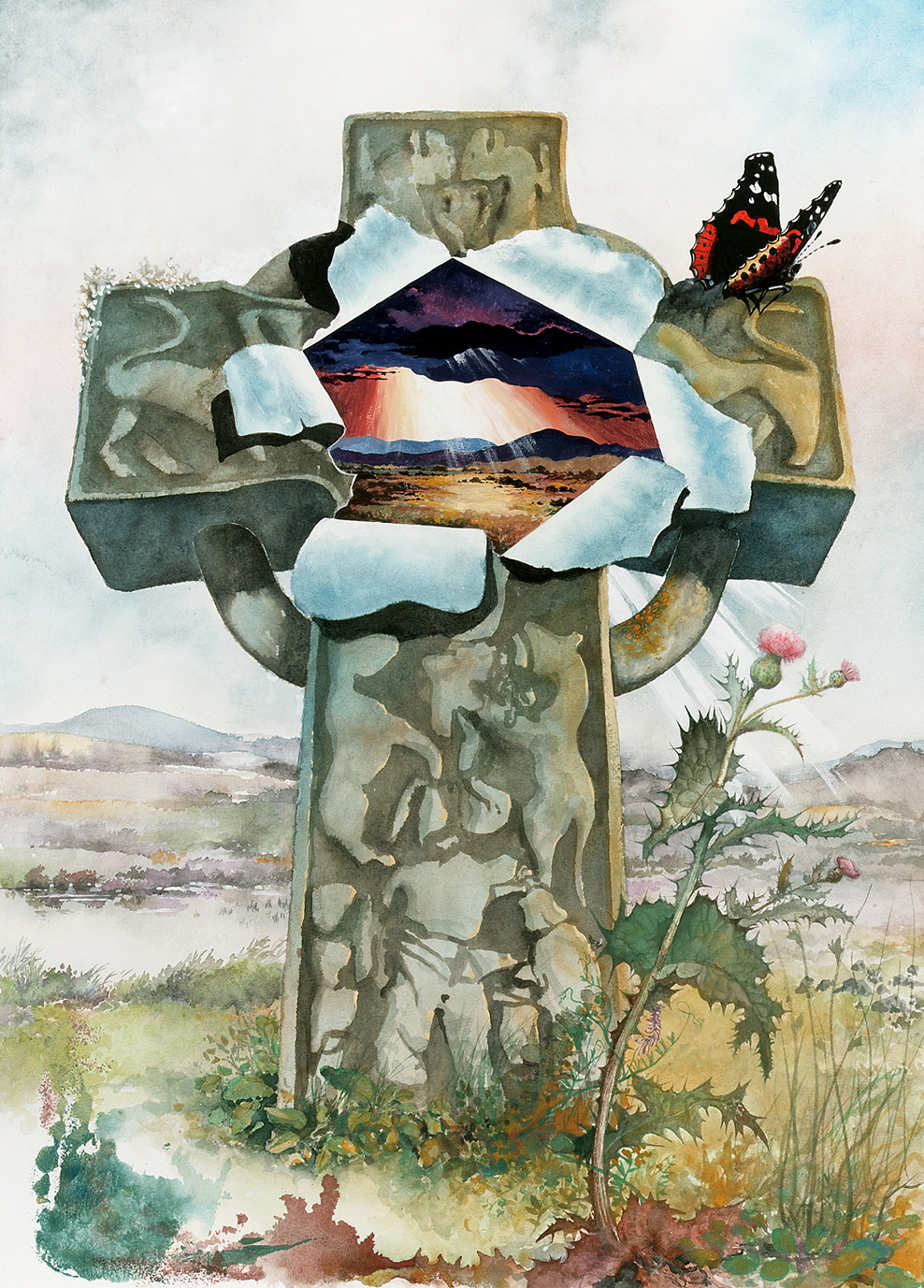
Gemälde aus der Kunstreihe Die nächste Generation

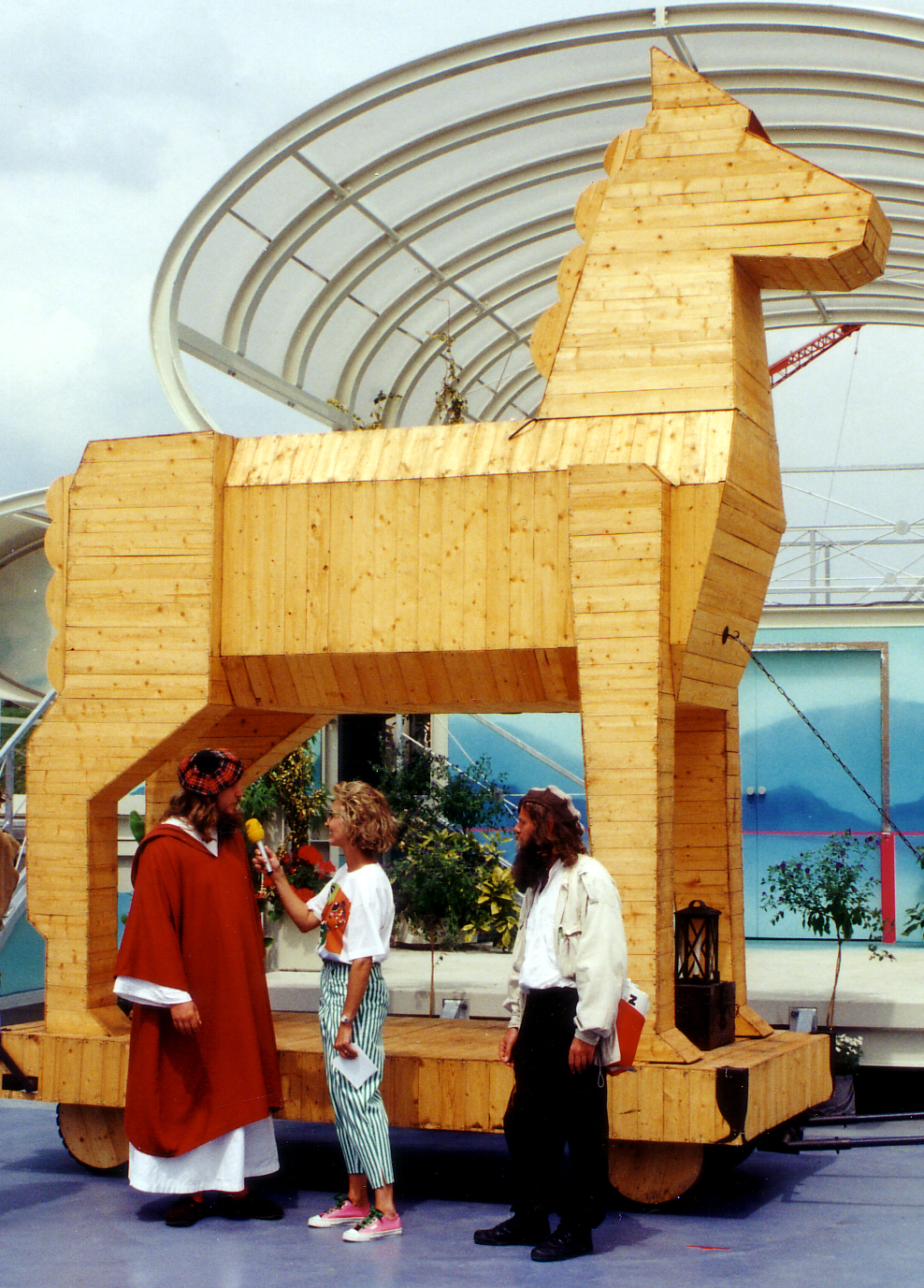
Mit der Kunstaktion Das Troja Pferd im ZDF-Fernsehgarten 1991

Hans Maria Mole (* 13. Dezember 1940; † 2021) (bürgerlich: Hans Maria Diehl) und Basil Wolfrhine (* 1965) (bürgerlich: Jürgen Siegler) sind zwei Maler und Aktionskünstler, die in ihrer Kunstform Die nächste Generation zwei Stilrichtungen in einem Gemälde vereinen.

## Werdegang
Basil Wolfrhine begann seine Ausbildung mit einer Lehre als Maler, der eine Weiterbildung als Restaurator folgte. Hans Maria Mole ist gelernter Malermeister, Typograf und Restaurator.

## Kunst

### Kunststil
Die beiden Künstler Mole & Wolfrhine leben seit 1987 in der Gemeinde Spall im Soonwald (Rheinland-Pfalz) in ihrem fantasiehaft-surreal gestalteten Anwesen. Sie malen in der von ihnen kreierten Kunstform Die nächste Generation immer gemeinsam an einem Bild. Die vorwiegend großformatigen Gemälde werden von ihnen gemeinsam, in ihrer jeweils eigenen Technik erstellt. Hans Maria Mole malt Aquarelle und erstellt die Monotypie, die Grundlage der Kunstwerke. Basil Wolfrhine setzt mit Öl- oder Acrylmalerei einen visuellen Akzent. Zusammen werden surreale Traumwelten gezeigt. Besonders auffallend ist der immer wieder dargestellte Aufriss, der einen Blick auf ein Bild hinter dem Bild freigibt. Auf fast allen gemeinsamen Gemälden findet man zudem den Admiral, einen Schmetterling.

### Kunstaktionen
Eine Auswahl
- 1989 Das Kreuz der Offenbarung[8]

- 1990 Das Buch Welten[9]

- 1991 Das Troja-Pferd[10]

- 1991 Wale, der Atem der Welt

- 1992 Im Zeichen des Wals[11]

- 1993 Jesus lebt[12]

- 1993 Die Nacht des Monolithen[13]

- 1993 Formica, der Tag der Ameise[14]

- 1994 Im Zeichen des Exoquar[15]

- 1994 Weg des Navigators[16]

- 1999 Der Wächter der Zeit[17]

## Kulturbotschafter
Neben den verschiedenen kulturellen und völkerverbindenden Veranstaltungen treten die beiden Künstler, und vor allem Basil Wolfrhine, seit Jahren für Schottland, als Kulturbotschafter ein.

### Schottische Musik

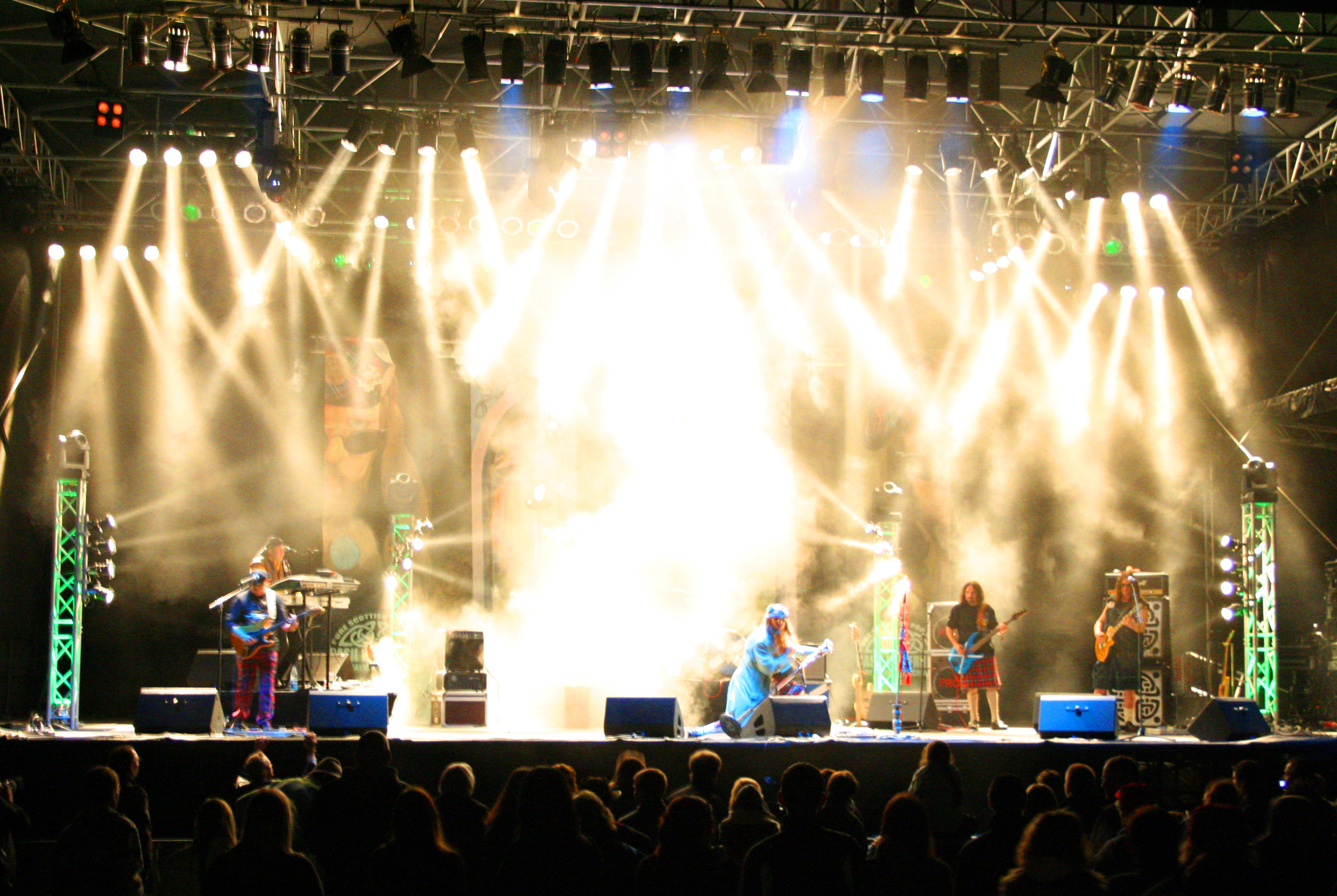
Basil Wolfrhine & The Claymore Highlander

Seit 1998 wirkt Basil Wolfrhine neben seiner Zusammenarbeit mit Hans Maria Mole auch als Musiker in seinem Scottish Pop-Rock Projekt. In Soloauftritten und zusammen mit seiner Band „The Claymore Highlander“ werden bei Konzerten schottische Tradition und moderne Unterhaltung in Song und Performance vereint.

### Tartan-Museum
1993 eröffnete Basil Wolfrhine im öffentlichen Teil seines Anwesens in Spall das Tartan-Museum. In der Ausstellung sind verschiedene Themengebiete der schottischen Geschichte dokumentiert. Neben Tartans, die als Stoffmuster ausgestellt sind, informiert eine historische Zinnfigurenausstellung über die Herkunft, Herstellung und historische Trageweise der schottischen Hochlandtracht.

### SchottenRadio
Das Internetradio wurde von Basil Wolfrhine 2008 gegründet und widmet sich vorwiegend dem Genre der keltischen Musik. Neben klassischer schottischer Nationalmusik werden vor allem Titel aus den Bereichen Folk, Rock, Pop, Metal und Classics aus Schottland, Irland, Wales und Deutschland gespielt.

## Werke

### Bücher
Seit 1987 veröffentlichten Mole & Wolfrhine die unterschiedlichsten Publikationen. Von lebensphilosophischen Romanen, Kunstbildbänden und Kunstmappen über Heimatgeschichtsbände und Kunst- & Kulturmagazine bis hin zu Musicals.
- 1986 – Welten (Roman, Cewomo Verlag)
- 1988 – Gott und die Welt  (Kunstbildband, Fiedler Verlag)
- 1989 – Impressionen einer Generation (Kunstbildband, Fiedler Verlag)
- 1995 – Spall, die Landschaft des Jägers aus Kurpfalz (Heimatgeschichtsband, Edition Papillon)
- 1997 – Soonwaldromantik (Heimatgeschichtsband, Edition Papillon)

### Magazine
- 1994 – Die nächste Generation (Kunstmagazin, Edition Papillon)
- 1994 – Pegasus (Kulturmagazin, Edition Papillon)

### Musikpublikationen
- 1993 – Mole & Wolfrhine – Die Nacht des Monolithen (MC Musikkomposition, Alba Skye Music)
- 1999 – Basil Wolfrhine – Eine musikalische Traumreise durch das romantische Schottland (CD, Alba Skye Music)
- 2000 – Basil Wolfrhine & The Claymore Highlander – Once again (CD, Alba Skye Music)
- 2002 – Basil Wolfrhine – Be stronger (CD, Alba Skye Music)
- 2005 – Basil Wolfrhine – Scottish passion (CD, StereoBlue)

## Kritik
- Die Lügenbarone aus Spallhausen. – In: Silenzium. – 1996, Okt, S. 4–5[22]